# 1920 au Maroc
Chronologie du Maroc
- 1916
- 1917
- 1918
- 1919
- 1920
- 1921
- 1922
- 1923
- 1924

Cet article présente les faits marquants de l'année 1920 au Maroc ou relatifs au Maroc.

## Événements
- Effectifs militaires français au Maroc : 90 449 [1].

## Économie & société
- Création de l'Office Chérifien des Phosphates.
- Parmi le flux migratoire venant d'Europe on compte 64% de français[2].